# Bukowno
Bukowno  (udtale: [buˈkɔvnɔ]) er en by og kommune (Gmina) i det sydøstlige Polen. Den ligger i voivodskabet Lillepolen (Województwo małopolskie) og har 9.791(2021) indbyggere, og et areal på 	63,42 km². Den ligger mellem Katowice og Kraków omkring 40 km fra begge, og er en del af powiat (amt) Olkusz.

## Inddeling
Bukowno omfatter bydelene Centrum Północ (nordlige centrum), Centrum Południe (sydlige centrum), Bór med Przeń, Podlesie, Wodąca , Stare Bukowno med Przymiarki. Den sydlige del af byen er en del af Dolinki Krakowskie naturreservat.

## Historie
Starczynowie, i dag et distrikt, blev første gang nævnt i dokumenter i 1402, Bukowno fulgte i 1444. Navnet Bukowno er afledt af det polske ord for bøg buk, der mange af disse træer kan findes i området. Blyminedrift begyndte i området i det 15. århundrede.